# Журавлиха (приток Повалихи)
Журавлиха — река в Алтайском крае России. Правый приток реки Повалиха (бассейн Оби).
Протекает по территории Первомайского района, в лесо-степной равнинной местности. Берёт начало в 3 км к востоку от села Журавлиха, далее течёт в юго-западном направлении через это село. Впадает в реку Повалиху справа в 77 км от места её впадения в Обь. Длина реки — 11 км.

## Данные водного реестра
По данным государственного водного реестра России относится к Верхнеобскому бассейновому округу, водохозяйственный участок реки — Обь от города Барнаул до Новосибирского гидроузла, без реки Чумыш, речной подбассейн реки — бассейны притоков (Верхней) Оби до впадения Томи. Речной бассейн реки — (Верхняя) Обь до впадения Иртыша.